# Actinostrobus pyramidalis
Actinostrobus pyramidalis là một loài thực vật hạt trần trong họ Cupressaceae. Loài này được Miq. mô tả khoa học đầu tiên năm 1845.